# Kila
Kila – jednostka osadnicza w Stanach Zjednoczonych, w stanie Montana, w hrabstwie Flathead.